# 削り節

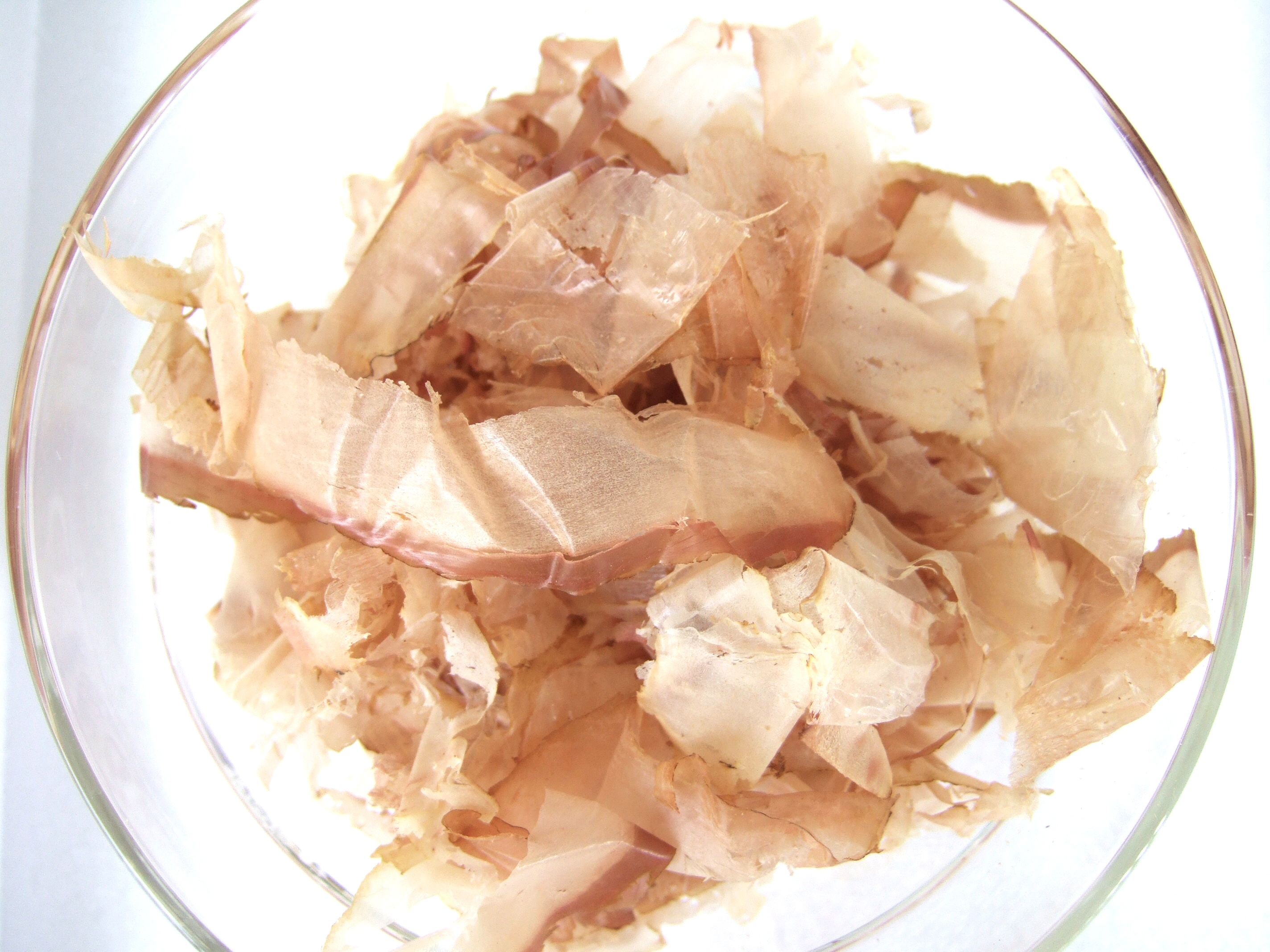
削り節

削り節（けずりぶし）とは、鰹節やカツオ、サバ、イワシ、マグロ等の干し魚を薄く削ったものである。日本食の調味料の基礎と位置づけられており、出汁の素材として昆布などと共に欠かせないものである。料理の仕上げ（見た目、香りやコク味の付加）として最後に振りかけられる場合もある。
かつては使用する直前に毎回削っていたが、近年は、工場で削って窒素封入によって酸化や香りの飛散を防いだ包装の鰹節削り節（かつおぶしけずりぶし）や花鰹（はなかつお）、鰹削り節（かつおけずりぶし）などを利用する場合が多い。

## 特徴
鰹節や削り節はうま味成分のイノシン酸を多量に含有し、和風の調味料として好んで用いられる。ビタミンB群など栄養分を豊富に含む。
削り節の風味は揮発性であり空気中で急速に失われるので削りたてのものほど風味が高い。かつては各家庭に鰹節を削るための鉋（鰹節削り器）があり、使用する直前に鰹節を削っていた。これは大工道具の鉋を裏返して小箱に乗せたもので引き出しが付き、削り節が溜められ、また鰹節そのものを保存するようになっている。現在でも風味を重視する場合は、使う直前に鰹節を削る。料理店では「鰹節は、客の顔を見てから削れ」と言う。
削り方にもいろいろな種類があり、薄削り（厚さ0.2mm以下の片状）、厚削り（厚さ0.2mmを超える片状）、糸削り（糸状又はひも状）、砕片（薄削りを破砕）、削り粉に分けられる。
和食全般に利用されるが、お好み焼き、たこ焼きや、焼きそば、焼きうどんなどにも振り掛けることがよく行われている。お好み焼きなどの上に乗せると踊るのは、湯気に含まれる水分を吸収し、また発散することで伸縮を繰り返すことが原因である。これに関する自由研究が自然科学観察コンクールで受賞している。

## かつおぶし削りぶし
鰹節削り節（かつおぶしけずりぶし）は、カビ付けを繰り返した鰹節（枯節・本枯節）を削ったもの。高級料亭などでは本枯節を使う事が多い。この「本枯節」は「かつお・かれぶし」で、「かつおぶし削りぶし」の原料。この本枯節を使用したもので、価格は高いが非常にコクがある。

## かつお削りぶし
鰹削り節（かつおけずりぶし）は、カビ付けしていない「荒節」を削ったもの。コクが少ないが安価である。この鰹削り節を出汁に良く使う地域がある。特に大阪など西日本を中心とした所で使用される。「荒節」は一括表示で「かつお・ふし（原産国）」と称され「かつお削りぶし」の原料となる。「花かつお」とも呼ばれる。

## いわし削り節
静岡県の一部では、イワシ削り節がよく用いられる。鰹削り節よりはコクがあり、安価なため大量に使用しやすい。

## 加工
鰹節などを加工して生産される製品である。

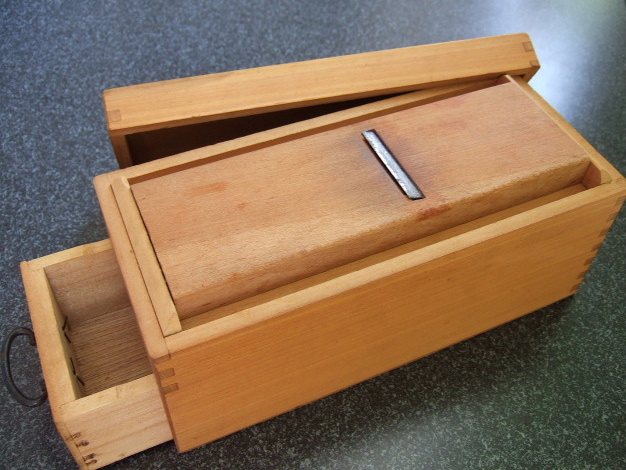
鰹節用鉋

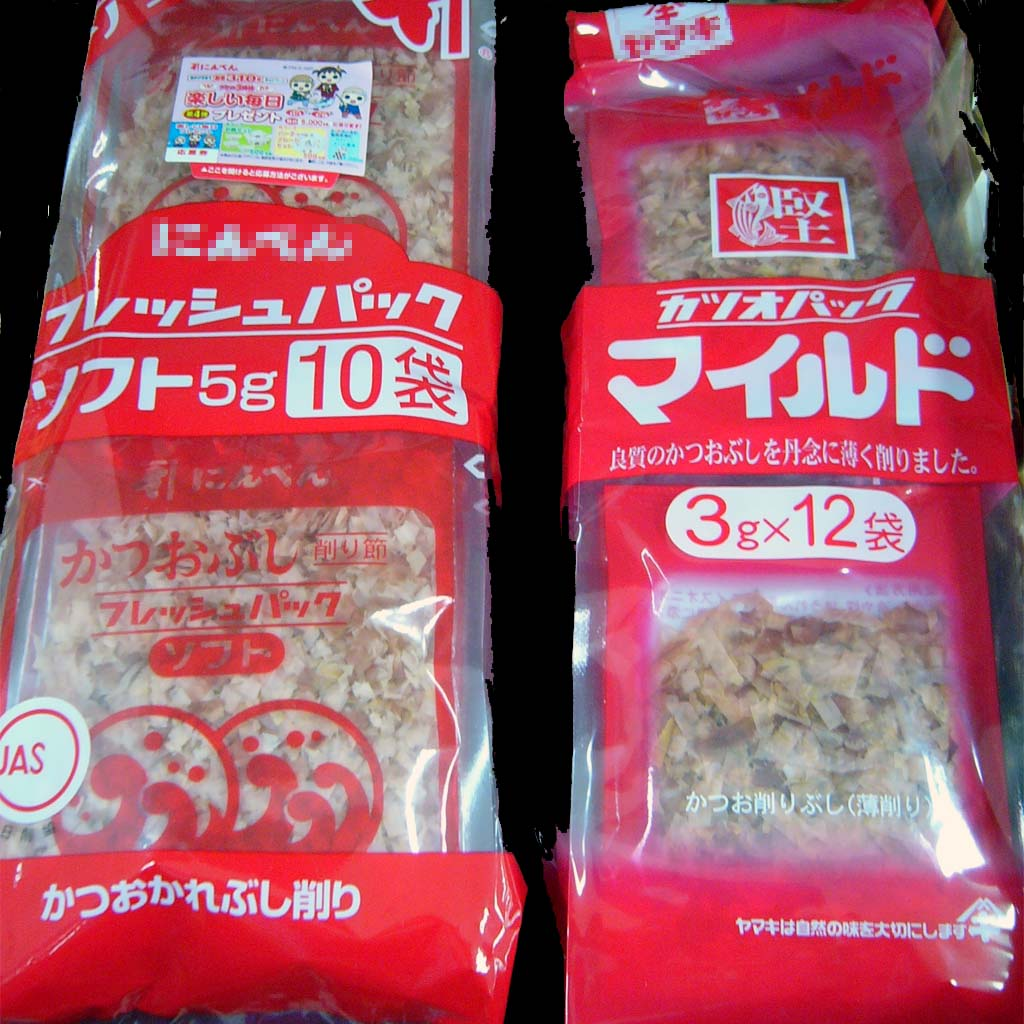
鰹節を削った「かつおぶし削り節」、かつお荒節を削った「かつお削り節」

明治時代末、「花かつを」という名を付け、広島県深安郡福山町(現・福山市)の「フジワ安部商店」が発売すると、大正時代から昭和時代初期にかけて愛媛県伊予郡郡中町(現・伊予市)と広島県福山市で「花かつを」業者の創業が相次ぎ、さらに静岡県の業者も参入した。
現在では薄いフィルム状に削られたものに窒素を入れ気密パックの状態で小分けされているのが主流である。カツオを原料とした削り節の小袋（かつおパックという商品名）が家庭で手軽に使える商品として、ヒット商品となった。大正時代に広島県福山市の富士ワ安部商が紙袋で包装して出荷する削り節を考案した。削らなくてもよいので労力が省ける反面、劣化により風味が失われる問題が残された。しかし風味を保つことのできる削り節の研究が続けられ、1969年（昭和44年）ににんべんが発売したのが「フレッシュパック」である。包装に3層構造の合成樹脂フイルムを使用するとともに酸素除去のために不活性ガスを充填することで長期間風味を保つことに成功したこの商品は多く売られ、他社からも同様の製品が発売された。様々な需要に応えるため、量などを違えた様々な削り節が市販されている。
製作工程上で出た削り切れない屑節や削り節に不向きな物は粉状にして「削り粉」として販売したり、だしパック材料として有効利用されている。静岡市周辺では削り粉と青海苔を混ぜたものを「だし粉」と呼び、おでんなどに振り掛けて食べる地域がある。

### 加工食品
削り節を加工した食品として、「ふりかけ」がある。削節を佃煮にしたものや醤油であえたものは「おかか」と呼ばれ、握飯の具として使用される。